# Clinge Doorenbos
Johannes Pieter Jacobus Helmich (Hens) Clinge Doorenbos (Würzburg, 9 juni 1884 – Bussum, 11 mei 1978) was een veelzijdige Nederlandse artiest. Als liedjesschrijver, cabaretier en zanger trad hij vanaf 1908 gedurende ruim zestig jaar op. Clinge Doorenbos was tevens journalist, schrijver van kinderboeken, stripauteur en dichter. Hij publiceerde zonder voornaam of initialen, alleen met zijn dubbele achternaam. Veel mensen kenden hem als Clinge, misschien omdat men dacht dat dat zijn voornaam was.

## Leven en werk
Jan Pieter Clinge Doorenbos was de zoon van de arts Jakob Martin Clinge Doorenbos en van een telg uit een rijke Twentse fabrikantenfamilie, Arendina Gertrude Helmich ter Horst. Jan Pieters zuster, Jenne, was lange jaren de muze van de dichter Herman Gorter.
Met zijn echtgenote Wobbina de Blécourt (Bien genoemd), met wie hij 8 juli 1914 in Nijmegen trouwde, trad hij in de Eerste Wereldoorlog op voor gemobiliseerde militairen. Na de oorlog trok het echtpaar door Nederland met een liedjesprogramma met conferences. Hij schreef de teksten, zij de muziek. Clinge Doorenbos schreef tevens operettes en kinderboeken, schreef liedjes voor artiesten als Louis Davids, Fien de la Mar en Jean-Louis Pisuisse en verzorgde samen met tekenaar Louis Raemaekers dagelijkse strips voor kranten, onder andere Flippie Flink.
Een lied van zijn hand (getoonzet door Sam. Schuijer) werd opgenomen in de populaire liedbundel Kun je nog zingen, zing dan mee. De eerste regels luiden: 'Wijd open de vensters! Er uit met de vlag'.
Tussen 1920 en 1925 schreef hij 38 cabaretteksten die werden afgedrukt op bladmuziek, uitgegeven bij Scheltens & Giltay met de kenmerkende, vaak komische omslagen van Willy Sluiter.
Vanaf 1921 schreef hij gedurende ruim vijftig jaar een dagelijks gedicht voor De Telegraaf naar aanleiding van een actuele gebeurtenis. In 1933 werkte hij mee aan Wasch gemakkelijk... wasch voordelig voor fabrikant Persil, de eerste Nederlands gesproken reclamefilm. Hij schreef gelegenheidsgedichten en reclameteksten, trad met zijn liedjes op voor de radio en schreef twee autobiografische boeken. Tijdens de Tweede Wereldoorlog weigerde hij zich aan te melden bij de Kultuurkamer. In 1946 verscheen Daar wordt gebeld over de oorlog en in 1948 zijn levensverhaal Zingend door het leven.
Zeer bekend werd zijn in 1950 verschenen, geïllustreerde kleuteralbum, Het Muizenboek. Zijn lied Het vogeltje op Nellie's hoed werd onder andere gezongen door hemzelf en door Adèle Bloemendaal.
Clinge Doorenbos bleef optreden tot 1971, het jaar waarin zijn vrouw overleed. Met haar woonde hij vele jaren in villa De Clinge in Naarden, die echter plaats moest maken voor een nieuw tracé van Rijksweg 1. De laatste jaren verbleef hij in een verzorgingshuis in Bussum. Toen De Telegraaf in februari 1978 ten onrechte schreef dat hij was gestorven, reageerde hij met een spitsvondig rijmpje. In mei 1978 overleed hij daadwerkelijk, op 93-jarige leeftijd. Zijn as is bijgezet in een familiegraf op de Algemene Begraafplaats in Naarden.
Clinge Doorenbos had een zoon en een dochter. Zijn zoon Janjaap kwam als sergeant-vliegenier op 22 november 1939 om bij een ongeluk ten gevolge van dichte mist bij Hillegersberg met het door hem bestuurde militair vliegtuig. Zijn dochter Sophie Arendina Wilhelmina overleed op 26 september 2011 op de leeftijd van 92 jaar.

## Werk

### Liedjes (selectie)
- Levensfilosofie
- De eerste vrouw in de Tweede Kamer
- De ontdekking van den zoen
- Het vogeltje op Nellie's hoed

- Digitale Bibliotheek voor de Nederlandse Letteren: clin001
- Gemeinsame Normdatei: 1156690080
- International Standard Name Identifier: 0000 0003 9787 6668
- MusicBrainz: c9adf4fb-ccb8-47eb-8e1e-66fb07e6eb8f
- Nederlandse Thesaurus van Auteursnamen: 069381437
- Virtual International Authority File: 306160643